# Monte (Buenos Aires)
San Miguel del Monte, llamado habitualmente Monte, es la ciudad cabecera del partido homónimo, situado en el interior de la provincia de Buenos Aires, Argentina, sobre la margen izquierda del río Salado del sur, a 107 km de la Ciudad Autónoma de Buenos Aires. Creada sobre el núcleo de la Guardia del Monte, es una de las ciudades más antiguas de la provincia de Buenos Aires, que en 1864 se organizó como municipio.

## Geografía

### Población
Cuenta con 24,481 habitantes (Indec, 2022), lo que representa un incremento del 27% frente a los 13,384 habitantes (Indec, 2001) del censo anterior.
| Gráfica de evolución demográfica de Monte entre 1869 y 2010 |
|                                                             |
| Fuentes: INDEC                                              |

## Historia

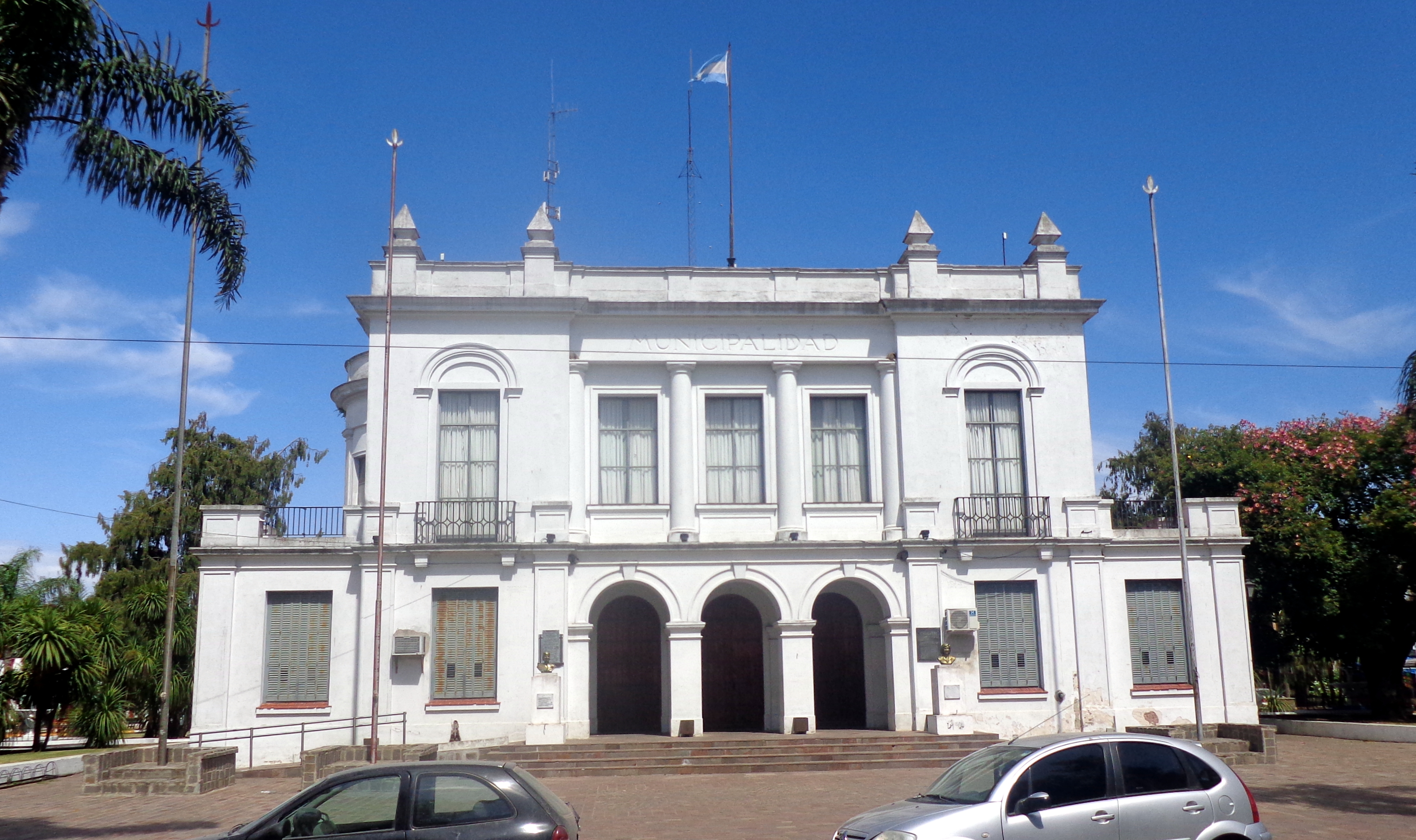
Municipalidad

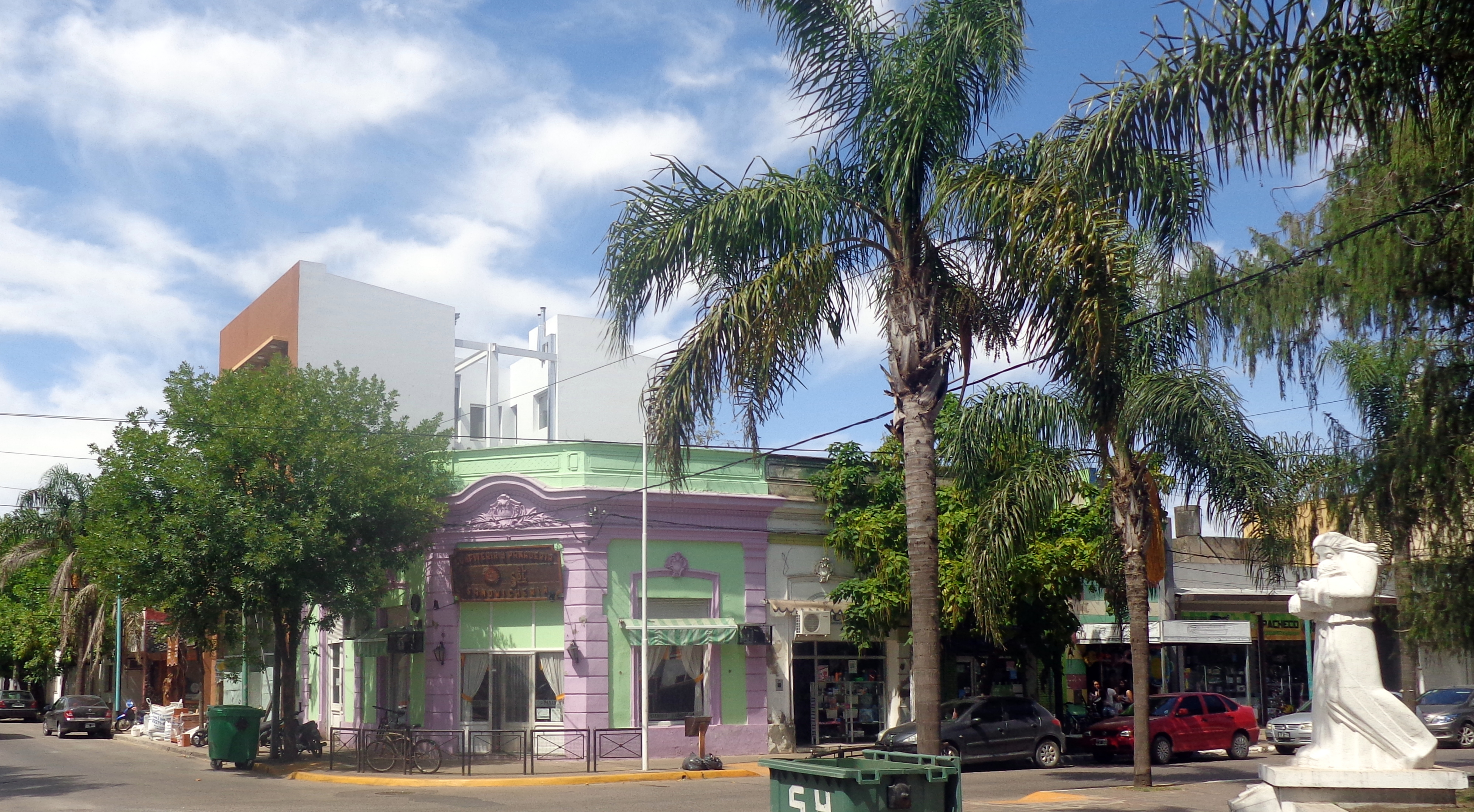
Negocio en San Miguel del Monte, junto a la plaza principal.

El rey de España, en 1760, aprueba el establecimiento de compañías para proteger los fuertes que se construyesen en la zona, que era la denominada "frontera" donde chocaban los españoles con los habitantes nativos de las pampas, siendo que estos últimos realizaban saqueos a la campiña alrededor de Buenos Aires. 
En 1776 el virrey Juan José de Vértiz aceptó una reestructuración de la zona de fronteras y envió al teniente coronel Betbezé y Ducós para organizar la construcción de cinco fortines en la región.
En sus primeros tiempos la Guardia de Monte debió ser un precario refugio de milicianos que cuidaban los límites extremos de las estancias y en ciertos períodos serviría de guarnición a los destacamentos estables en la defensa de la frontera, que realizaban el reconocimiento del lugar. Es muy ruinosa la situación de la guarnición, en 1778. Ya para esa época la Guardia del Monte había hecho su presentación en los documentos, aunque desde 1745 se tenían noticias de esta zona por las incursiones del comandante Juan de San Martín.
La Guardia recibió diversas designaciones: Guardia del Monte, Guardia de la Laguna del Monte, Guardia de San Miguel de Monte (en homenaje al Santo Patrono San Miguel Arcángel), Guardia de San Miguel del Monte Gárgano y Guardia del Pago de la Matanza.
Según documentos antiguos, estas tierras eran llamadas San Miguel del Monte Gárgano. La designación de Gárgano hace referencia al monte ubicado en el sur de Italia, donde se aparece, según la leyenda, por primera vez el Arcángel San Miguel al pueblo que resistía a los bárbaros. La Comisión Nacional de Museos y de Monumentos y Lugares Históricos restituyó a la ciudad de Monte su antigua denominación de "San Miguel de Monte Gárgano", en diciembre de 1980.
En diciembre de 1778 la Guardia fue atacada por un "malón" que produjo una gran matanza conocida como la "Navidad trágica de 1778". A partir de este episodio se reconstruyó como fortín y a partir de él surge la leyenda de la laguna de Monte. Ese mismo año el gobierno del Virrey Juan José Vértiz, decidió modificar la línea fronteriza contra los aborígenes y avanzar hacia el sur del Río Salado, frontera entre blancos y aborígenes. Posteriormente se afianzó la conquista sobre las tierras fundando pueblos en cada uno de los Fuertes que se establecían.
En mayo de 1779 se designó comandante general de la Frontera a José de Sardeñ, quien se encargó de organizar y planificar los fuertes y fortines de la Cuenca del Salado. Además de fundar, fortificar y equipar a los fuertes se procedió a instalar una parte de la población alrededor de cada uno de estos puntos principales y vigilar el desarrollo de las mismas. Por esta causa se considera a Juan José de Sardeñ el fundador de Monte. Este mismo año el teniente coronel Francisco Betbezé de Ducós realizó un reconocimiento de frontera ordenado por el virrey Vértiz, llegando a la Guardia del Monte y describiendo a la misma de la siguiente manera:(...) "la situación en que se encuentra es bastante ventajosa, en una loma, que está a poco más de cien tuesas de la barranca que forma la laguna del mismo nombre. El fuerte es aproximadamente cuadrado de 34 metros por 35 varas de lado, con un foso de tres varas de ancho por dos de profundidad. El 18 de noviembre de 1779 el comandante de fronteras Juan José Sardeñ informa al virrey de la construcción de una capilla , bajo la advocación de San Miguel de Arcángel y bajo el patronato de Nuestra Señora de los Remedios, dentro del perímetro del fortín. La misma estaba ubicada frente a la actual Plaza Vértiz o Plaza España. Ese hecho es tomado como la fundación de San Miguel del Monte.
En 1822 se dispuso quitar tierras al partido de San Vicente para crear los partidos de Ranchos y Monte, que finalmente fue creado por una ley el 25 de octubre de 1864.

## Patrimonios

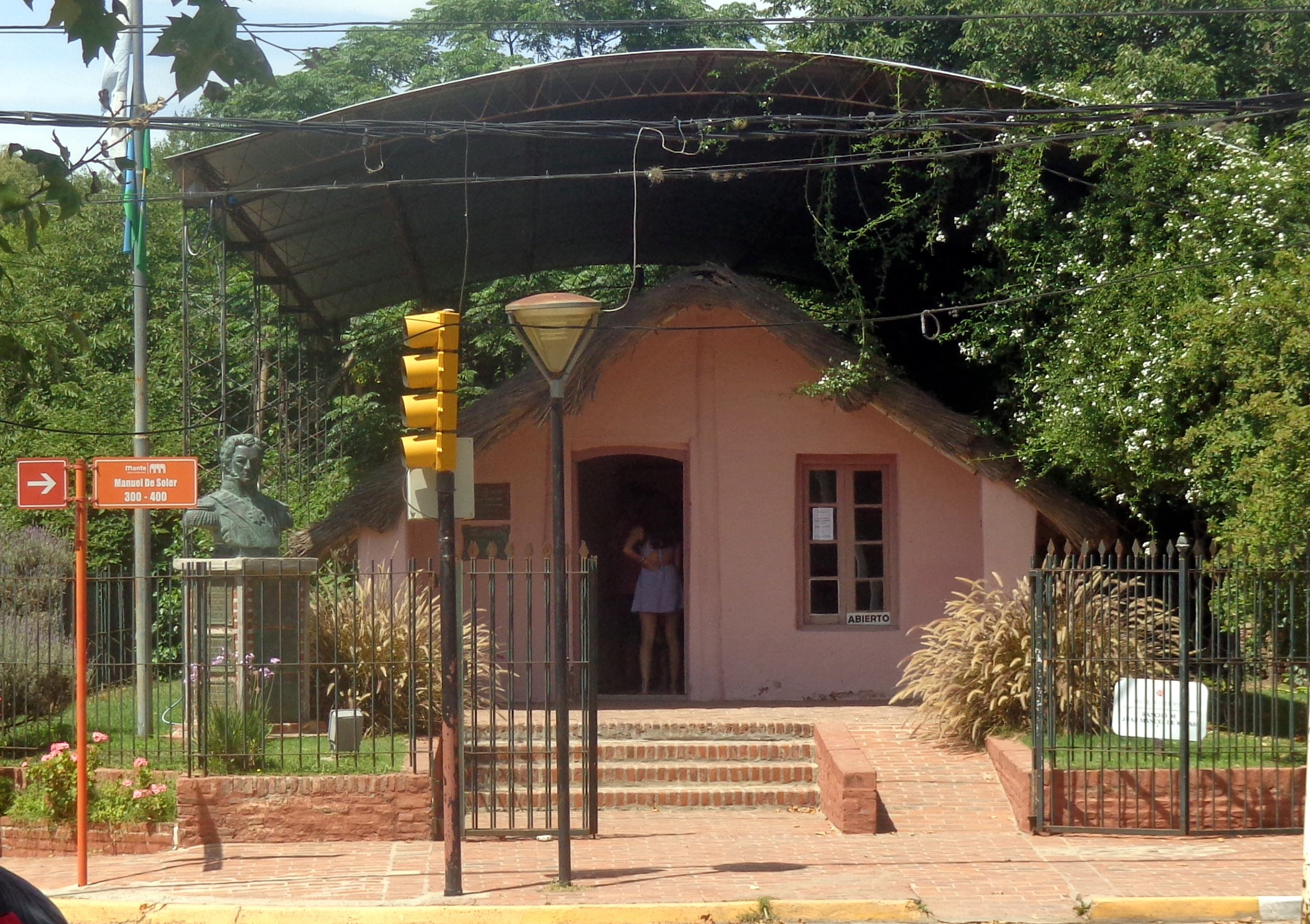
Exterior del rancho donde habitaba Juan Manuel de Rosas, en la intersección de las calles J. M. de Rosas y Belgrano.

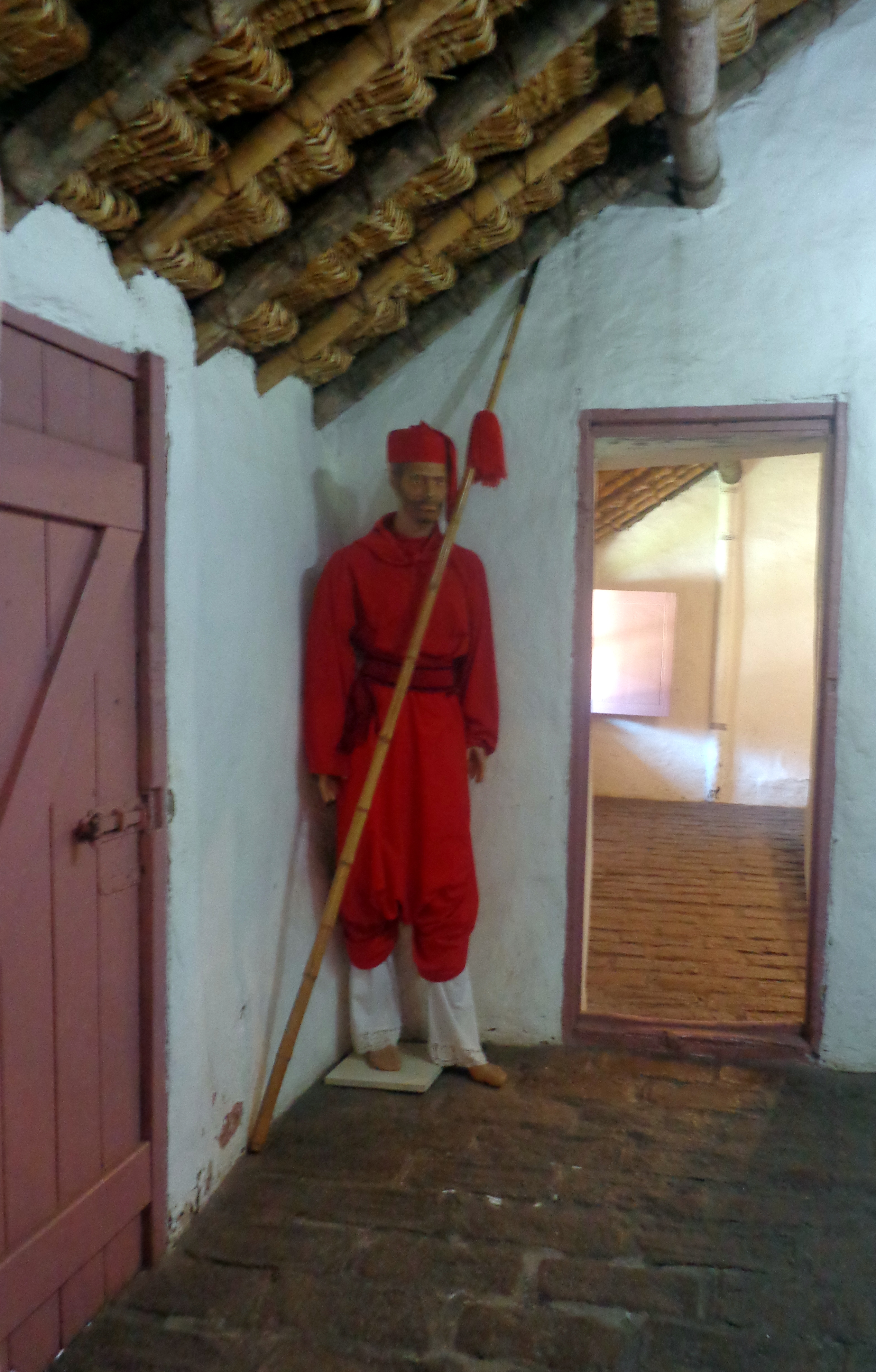
Interior del rancho de Juan Manuel de Rosas.

De los patrimonios más importantes de la ciudad, uno es la parroquia que está ubicada en la calle Mitre e Irigoyen. Se inauguró en el año 1867, más tarde en 1965 llegaron numerosos artistas a decorar la iglesia.
Otro es la casa del Vicente González, el «Carancho del Monte», quien fue la mano derecha de Juan Manuel de Rosas. Esta casa está ubicada en el centro de la ciudad, tiene rejas por fuera, portales de madera y aljibes.
En diciembre de 1987, el rancho donde habitó Juan Manuel de Rosas, que originalmente se hallaba a 30 km de su actual emplazamiento en la Estancia “Los Cerrillos” fue trasladado al lugar actual, en la intersección de las calles J. M. de Rosas y Belgrano, donde se encontraba antiguamente el fuerte de la guardia del Monte. Se trata de una típica construcción bonaerense de su época; el techo consta de un entramado tipo bambú, con espadaña y atado con tientos de cuero de potro. Las paredes son de barro y paja, de unos 45 cm de espesor y la planta es de tipo "chorizo", con cuatro habitaciones sucesivas.
A 25 kilómetros de Monte, yendo hacia General Belgrano, se encuentra una estancia llamada Estancia Benquerencia, la que fue fundada por Ramón Videla Dorna. El monumento más importante es la casa principal, que está ubicada en el casco (este es el centro de toda Benquerencia). Se elevaron los pisos, ya que los techos eran muy altos, se decoró con una gran colección de azulejos que había adquirido de demoliciones en Buenos Aires y Montevideo, y se ambientó el comedor al estilo barroco portugués, incorporando la cocina.
La Benemérita Escuela Primaria n.º 1 José de San Martín es la segunda escuela primaria más antigua de la provincia. Los inicios de la trayectoria se remontan a los comienzos del siglo XIX. En 1812 se elevó un petitorio redactado por el presbítero Martínez  del fuerte Guardia del Monte y en 1816  se creó la Escuela de Primeras Letras que se inició con aproximadamente 30 alumnos. Diferentes edificios albergaron a la escuela, en su origen se encontraba dentro del fuerte, posteriormente fue cambiando de lugar hasta el 25 de junio de 1946 cuando se inauguró el edificio propio ubicado sobre la Avenida General San Martín y Eva Perón. El 22 de octubre de 2016 la escuela celebró sus 200 años con la presencia del presidente Mauricio Macri y la gobernadora de la provincia de Buenos Aires María Eugenia Vidal.

## Región productiva
- Coproder: Consejo Productivo de Desarrollo Regional-Región Cuenca del Salado

## Transportes

### Carreteras
- De Buenos Aires: por la autopista 25 de mayo, y luego por la avenida Teniente General Luis J. Dellepiane continuada por la autopista Riccheri, siguiendo por la autopista Ezeiza-Cañuelas y la RN 3.
- De La Plata: salida por la RP 215 hasta empalmar con la RP 6 a Cañuelas, y de ahí continuando por la RN 3.

### Ferrocarriles
La ciudad cuenta con una estación ferroviaria, denominada Monte, ubicada en el kilómetro 107 del ramal proveniente de la estación Constitución. Los servicios de pasajeros que conectan la ciudad de Buenos Aires con Bahía Blanca y con Tandil efectúan parada en dicha estación.
Se cuenta también con un servicio diésel entre la estación Cañuelas y Monte.

## Turismo

### Laguna de Monte
La laguna de Monte se originó por la erosión producida por el viento; favorecido por la falta de vegetación, durante períodos de climas secos y desérticos, fue excavando en forma de abanico en un cauce fluvial preexistente. Las aguas son alcalinas y medianamente duras; la concentración salina se produce por el mal drenaje (debido a la baja pendiente y por la gran evaporación). El espejo de agua tiene un perímetro semicircular de 15 km; una superficie de 720 ha; una profundidad máxima de 2,5 metros y una mínima de 50 cm. La alimentan afluentes periódicos debidos al régimen de lluvias, el más importante de los cuales es el arroyo El Totoral. Finalmente desemboca en la laguna Las Perdices por intermedio de un pequeño arroyo llamado El Rosario, donde la compuerta entre ambas lagunas nivela las aguas; el recorrido culmina en el río Salado.
A su vez, la laguna Las Perdices tiene 1200 hectáreas, una profundidad máxima de 1,5 metros, con una exuberante flora y considerable fauna y está habilitada para la pesca deportiva; se accede a ella a la altura del km 116 de la ruta nacional N.º 3.

## Visitas
- Rancho de Rosas

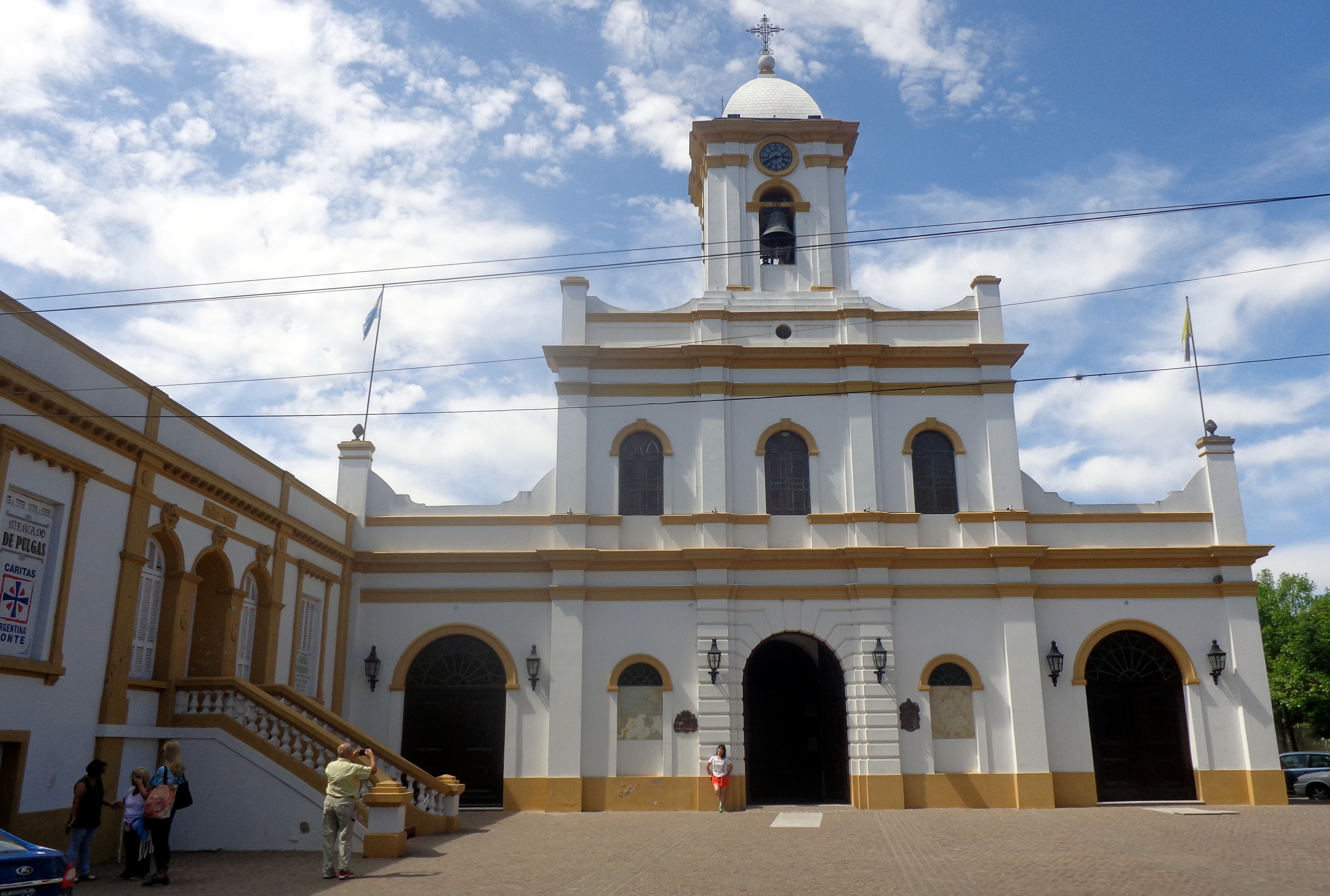
Iglesia San Miguel Arcángel declarada Monumento Histórico Nacional.

- Casa del "Carancho González", lugarteniente de Rosas.
- Túneles debajo de la escuela N.º 16, de más de 200 años, que cruzan hasta la Plaza Virrey Vértiz (a la que los montenses llaman Plaza España).
- Plaza Adolfo Alsina, junto al Palacio Municipal, la Iglesia.
- Laguna de Monte
- Laguna Las Perdices
- Museo Municipal

Zona Rural
- Estancia San Pablo (Club de Chacras)
- Estancia Benquerencia (Farm Club)
- Estancia La Pastoriza
- Estancia San Genaro
- Estancia El Rosario
- Estancia La Asunción (Haras La Asunción 54)
- Estancia La Elina

## Deportes

### Equipos de fútbol
- Club Deportivo Independiente (fundada 20 de julio de 1927), al principio, el equipo se llamó "Defensores de Independiente".Su cancha está ubicada al frente de la laguna.Sus apodos son El Depor, Lagunero, etc.
- Club Atlético San Miguel (fundada 31 de marzo de 1942).Tiene su cancha ubicada al frente del cementerio.
- Club Social y Deportivo El Porvenir (fundación: 24 de febrero de 1942)

- Los dos primeros equipos disputan la Liga Lobense de fútbol.
- El 13 de mayo de 1973, El seleccionado de Fútbol de Monte ganó la Copa Clarín jugando la final contra el seleccionado de Chascomús. Luego se conquistó la Copa "Coca Cola".

### Polo
Monte es una de las zonas donde más se practica este deporte de la Argentina, con más de cincuenta canchas en actividad. Dentro del partido se encuentran establecimientos dedicados a la cría de caballos (haras) y a la enseñanza del juego (escuelas). El club local se llama Guardia del Monte y fue fundado en 1934. Organiza actualmente (2007) la competencia por las copas Las Estancias (handicap) y Guardia del Monte (abierto). Sus colores son una camiseta roja con una franja blanca vertical.

### Personalidades
- Ubaldo Matildo Fillol, (el Pato): futbolista (arquero). Nacido el 21 de julio de 1950. Jugó en Quilmes, Racing Club, River Plate, Argentinos Juniors, Flamengo, Atlético de Madrid, Vélez Sarsfield, y además jugó en la selección Argentina donde de consagró campeón del mundo en el recordado mundial de 1978 y siendo considerado ese mismo año el mejor arquero del mundo. Desde junio de 2023 tiene en el pueblo una estatua en su honor, ubicada en el cruce de la calle 25 de Mayo con la Ruta Nacional 3 en la rotonda de acceso a la ciudad.
- Facundo Alfredo Castro: futbolista argentino, quien juega actualmente en el Club Atlético Nueva Chicago
- Mario Ferrando: Piloto argentino de automovilismo, nació en san Miguel del Monte el 17 de junio de 1972. Compitió en diferentes categorías nacionales de turismos, participando en diferentes divisionales de la Asociación Corredores de Turismo Carretera. Fue bicampeón zonal de TC Rioplatense en 2004 y 2005, y campeón argentino de TC Mouras en 2007. Compitió también en TC Pista y Turismo Carretera.